# Harding Steinbrenner Racing
Harding Steinbrenner Racing é uma equipe estadunidense de automobilismo que compete na IndyCar Series formada como resultado de uma parceria entre a Harding Racing, que fez sua estreia nas 500 Milhas de Indianápolis de 2017, e a Steinbrenner Racing, que já havia competido na Indy Lights em parceria com a Andretti Autosport durante as temporadas de 2017 e 2018.
Em 2017, inscreveu-se para as 500 Milhas de Indianápolis, tendo como piloto o colombiano Gabby Chaves. Na corrida, o desempenho surpreendeu: largando em 26º, Chaves cruzou a linha de chegada em 9º lugar. Satisfeita com a atuação do colombiano, a Harding decidiu participar de outras 2 corridas (Texas e Pocono).